# Orthophytum falconii
Orthophytum falconii är en gräsväxtart som beskrevs av Elton Martinez Carvalho Leme. Orthophytum falconii ingår i släktet Orthophytum och familjen Bromeliaceae. Inga underarter finns listade i Catalogue of Life.